# ヘレナ・クリステンセン
ヘレナ・クリステンセン（Helena Christensen、1968年12月25日 - ）は、デンマークのコペンハーゲン出身の女性ファッションモデル。父がデンマーク人で、母はペルー人。1990年代を代表するスーパーモデルの一人。
18歳でミス・ユニバース・デンマークに選ばれたことがきっかけでパリに移り住みモデル業を開始。
現在は写真家として作品を発表したり、DJとして活動してもいる。
1998年にはニューヨークでマービン・スコット・ジャレットらとファッション雑誌『NYLON』を創刊した。ニューヨークで「Butik」というヴィンテージ服の店を経営している。
ファッションブランドStærk & ChristensenのCEOを務め、UNHCR（国連難民高等弁務官事務所）の親善大使にも就任している。

## 評価
ジャンニ・ヴェルサーチから“世界でもっとも美しい身体を持った女性”との評を受けたことがある。照明を反射し虹彩の色が変わる「七色の瞳」を持つことでも知られる。

## 私生活
INXSのボーカルだったマイケル・ハッチェンスとのロマンスはよく知られている。また、俳優のノーマン・リーダスとの間に1999年10月一児をもうけるが2003年に別れている。その後、インターポールのフロントマンであるポール・バンクスと交際していた。